# 世界の人々:ふたりのおばあちゃん
『世界の人々:ふたりのおばあちゃん』（Nǎi Nai & Wài Pó, 繁体字: 奶奶跟外婆; 拼音: Nǎinai gēn Wàipó）は、ショーン・ワン監督し、彼の父方と母方の祖母を題材とした2023年の短編ドキュメンタリー映画である。配給権はディズニー・エンターテインメントが獲得し、2024年2月9日よりDisney+とHuluで配信された。第96回アカデミー賞短編ドキュメンタリー映画賞にノミネートされた。

## 内容
この映画はワンの年老いた祖母たちの日常が映し出している。父方の祖母のイー・ヤン・フエイは94歳、母方の祖母のチャン・リー・ファーは83歳である。2人はカリフォルニア州フリーモントで共同生活し、同じベッドで眠っている。

## 製作
この短編は2021年のCOVID-19パンデミックの時期にワンがニューヨークから帰宅した際に撮影された。ワンは祖母たちと過ごす時間を過ごし、「祖母たちは私の人生で最も純粋な喜びの形なのだ」と気付いたときにこの映画を製作するインスピレーションを得た。撮影当時、アメリカではパンデミックの影響で反アジア的な人種差別やヘイトクライムが目立っていた。ワンはまた、暴力事件のニュースを読むことと陽気な祖母たちと過ごすことの並置がこの映画のインスピレーションとなったと述べた。

## 公開
この映画は2023年3月11日にサウス・バイ・サウスウエストでプレミア上映され、短編ドキュメンタリー部門の審査員大賞と観客賞を受賞した。また2023年10月27日にAFIフェストで上映され、審査員大賞を受賞した。
2023年11月にディズニー・ブランデッド・テレビジョンがこの映画の配給権を購入した。この短編は1953年から1960年まで放送され、世界中の様々な場所を舞台とした短編ドキュメンタリーを特殊していた『People & Places』のリバイバルの最初の作品になると発表された。アメリカ合衆国では2024年2月9日にDisney+およびHuluで配信開始された。

## 受賞とノミネート
| 賞               | 発表日         | 部門                                  | 対象                             | 結果       | 参照  |
| ---------------- | -------------- | ------------------------------------- | -------------------------------- | ---------- | ----- |
| アカデミー賞     | 2024年3月10日  | 短編ドキュメンタリー映画賞            | ショーン・ワン、サム・デイヴィス | ノミネート | [ 3 ] |
| AFIフェスト      | 2023年10月30日 | 審査員大賞 (短編ドキュメンタリー部門) | ショーン・ワン、サム・デイヴィス | 受賞       | [ 7 ] |
| deadCENTER映画祭 | 2023年6月11日  | 短編ドキュメンタリー賞                | ショーン・ワン、サム・デイヴィス | 受賞       | [ 9 ] |
| SXSW映画祭       | 2023日3月13日  | 審査員大賞 (短編ドキュメンタリー部門) | ショーン・ワン、サム・デイヴィス | 受賞       | [ 6 ] |
| SXSW映画祭       | 2023日3月13日  | 観客賞 (短編ドキュメンタリー部門)     | ショーン・ワン、サム・デイヴィス | 受賞       | [ 6 ] |